# Richard Sennett
Richard Sennett (ur. 1 stycznia 1943 w Chicago) – socjolog amerykański.

## Życiorys
Sennett od młodości związany jest z lewicą; jego ojciec i wuj byli aktywnymi działaczami Partii Komunistycznej, obaj walczyli w wojnie domowej w Hiszpanii. Ojca Sennett nigdy nie poznał; wychowywała go matka, Dorothy. Dorothy Sennett była pracownicą socjalną oraz pisarką. 
Sennett dorastał w Chicago. Od dziecka uczył się grać na wiolonczeli i wkrótce stał się prawdziwym wirtuozem tego instrumentu, poza tym zajmował się komponowaniem muzyki. Jego kariera została jednak przerwana w roku 1965, kiedy nieudana operacja ręki sprawiła, że musiał porzucić profesjonalne zajmowanie się muzyką. 
Przez pewien czas Sennett obawiał się, że zostanie wcielony do wojska i wysłany do Wietnamu; przed kłopotami uchronił go znajomy, socjolog David Riesman, który zaprosił Sennetta do studiowania na Uniwersytecie Harvarda.
W 1987 Sennett poślubił swą trzecią żonę, socjolożkę Saskię Sassen. 

## Działalność akademicka i publikacje
Sennett zainteresował się przede wszystkim socjologią miasta. W 1970 r. opublikował pierwszą książkę, The Uses of Disorder. W 1972 r. ukazała się głośna książka The Hidden Injuries of Class. Współpracownikiem Sennetta był Jonathan Cobb. Wspólnie przeprowadzili zakrojone na szeroką skalę badania amerykańskich robotników, by poddać krytycznej refleksji popularne podówczas przekonanie, że dokonała się znaczna poprawa warunków życia klasy pracującej, czego skutkiem powinno być pełne zadowolenie robotników. 
W roku 1974 ukazała się praca The Fall of Public Man. Sennett analizował w niej narodziny kultury indywidualizmu, ale również radykalizmu politycznego. Tezy w niej zawarte przywoływały upadek przestrzeni publicznej. Wydobył trzy historyczne konfiguracje, odpowiadające rolom odgrywanym na scenie publicznej. Jego modelem odniesienia był system społeczny i polityczny przed XVIII wiekiem, ze swym waloryzowaniem bezosobowości w sprawach publicznych. Opisał współczesne społeczeństwo jako takie, które uznaje rozrywkę za politykę, a w mediach masowych odnajduje do tego odpowiedni nośnik. Według autora współczesna epoka podpisuje wyrok śmierci na przestrzeń publiczną przez zatwierdzanie społeczeństwa intymistycznego. Ta wizja opiera się na przekonaniu, że doświadczenie intymności odbywa się poza światem społecznym, nie wywołując stosunków komunikacyjnych. 
Kolejny ważny tytuł w bibliografii Sennetta to Authority, która ukazała się w roku 1980.
Pod koniec lat 70. Sennett znalazł się w gronie współzałożycieli New York Institute for Humanities. Pozwoliło mu to na bliską współpracę z takimi intelektualistami jak Michel Foucault, Susan Sontag, Josif Brodski czy Thomas Kuhn.
W latach 80. Sennett zajmował się także pisaniem powieści (The Evening of Brahms, Palais Royal). Wciąż zajmuje się socjologią miasta (Families Against the City). W kolejnej dekadzie znów zaczął interesować się pracą i jej znaczeniem dla ludzi. Napisał wtedy pracę The Corrosion of Character: The Personal Consequences Of Work In the New Capitalism (1998). W 2003 opublikował Respect in a World of Inequality, swoistą kontynuację The Corrosion of Character. W książce tej mieszał wątki autobiograficzne z refleksją nad marginalizacją społeczną, statusem społecznym oraz szacunkiem.
Opublikowana w 2008 roku Etyka dobrej roboty (The Craftsman) jest pierwszą częścią planowanej trylogii poświęconej problematyce homo faber, zdolności ludzi do wspólnego działania. Drugą częścią trylogii jest opublikowana w 2012 roku Together: The Rituals, Pleasures & Politics of Cooperation.
Od 1999 r. Sennett jest wykładowcą prestiżowej London School of Economics.

## Tłumaczenia prac na j. polski
- Upadek człowieka publicznego, przeł. Hanna Jankowska, Warszawa 2009, Wydawnictwo Literackie Muza, seria Spectrum, ISBN 978-83-7495-686-4 (The Fall of the Public Man, 1974)
- Ciało i kamień. Człowiek i miasto w cywilizacji Zachodu, przeł. Magdalena Konikowska, Gdańsk 1996 Wydawnictwo Marabut, seria Z pudełkiem, ISBN 83-85893-86-5 (Flesh and Stone. The Body And The City In Western Civilization, 1994)
- Korozja charakteru. Osobiste konsekwencje pracy w nowym kapitalizmie, przeł. Jan Dzierzgowski, Łukasz Mikołajewski, Warszawa 2006, Wydawnictwo Literackie Muza, seria Spectrum, ISBN 83-7495-013-7 (The Corrosion of Character, The Personal Consequences of Work in the New Capitalism, 1998)
- Kultura nowego kapitalizmu, tł. Grzegorz Brzozowski i Karol Osłowski, Warszawa 2010, Wydawnictwo Literackie Muza, seria Spectrum, ISBN 978-83-7495-785-4 (The Culture of the New Capitalism, 2006)
- Etyka dobrej roboty, tł. Jan Dzierzgowski, Warszawa 2010, Wydawnictwo Literackie Muza, seria Spectrum, ISBN 978-83-7495-797-7 (The Craftsman, 2008)